# Crystal Fighters
Crystal Fighters és una banda d'indie rock anglès-espanyol i electrònica que es va formar el 2007 a Londres, Anglaterra i Navarra, Espanya. És més conegut per cançons com Ways I Can Not Tell i All Night.
Van debutar amb l'àlbum Star of Love l'any 2010 al Gran Bretanya i a l'abril de 2012 als Estats Units amb el segell Atlantic Records. El seu segon àlbum, Cave Rave va ser llançat el 27 de maig de 2013. El 21 d'octubre de 2016, la banda va llançar el seu tercer àlbum Everything is my Family.

## Història

### Formació i primers anys
El grup Crystal Fighters està format pel Sebastian Pringle (líder vocalista i guitarra), el Gilbert Vierich (sintetitzadors, guitarres, txalaparta i percussió), i el Graham Dickson (guitarra i txalaparta), juntament amb Laure Stockley i Mimi Borelli (vocals).
El Sebastian i el Gilbert eren vells amics, i el Gilbert va conèixer el Graham en diverses festes. Tots tres van començar a crear sota la diferència de diferents estils fins que van conèixer la Laure i la Mimi. El grup va afegir Andrea Marongiu com a bateria el setembre de 2010 al Festival de l'Illa de Wight.
El grup pren el nom 'Crystal Fighters' d'una òpera inacabada escrita per l'avi de la Laure en els seus últims mesos de la seva demència. La Laure va trobar-ne per casualitat l'original del llibre quan netejava la casa remota on havia viscut el seu avi, als camps del País Basc. De seguida va quedar intrigada pels gargots que contenia l'escrit, i va decidir compartir-ho amb la resta del grup. Fascinat pel seu contingut presumiblement profètic, el grup va decidir adaptar el nom de l'obra, en un intent de preservar l'esperit salvatge i trastornat de l'avi." Vam començar a escriure música al voltant del llibre, aprenent cultura basca i com la música i la història han evolucionat. I d'allà vam decidir que volíem acabar l'òpera i fer un especatacle en directe que pogués fer entendre tot allò sorprenent i boig... que hi havia en el llibre. Així que vam crear aquest espectacle en directe sobre el llibre i vam escriure nova música basant-nos en ell i en la música basca en el seu conjunt", explica Gilbert Vierich

### Instruments i estil
El grup utilitza tant guitarres electòniques i acústiques, com sintetitzadors, percussió, i instruments de tradició folklòrica basca. Utilitzen la txalaparta en moltes de les seves cançons, un instrument semblant al xilòfon, fet de fusta, tocat per dues persones situades una davant de l'altra. També utilitzen el timbal i el txistu, una flauta petita de tres forats.
L'estil de Crystal Fighters és una fusió de gèneres, música dance progressiva amb melodies tradicionals del folk bsc, així com sintetitzadots, baixos wonk-funk, amb influència de ritmes de punk dels 80 i la música experimental electrònica espanyola de bandes com 'Aviador Dro', 'Las Vulpes' i 'Dulce Venganza'. La música del grup deixa veure les seves arrels basques en moltes de les cançons: el 'riff' de Champion Sound està tret de la folklòrica Sagar Dantza. En canvi, 'In The Summer' es basa en els sons del Carnaval de Lantz de Navarra. Paul Lester, periodis de The Guardian, ha descrit el seu estil com el que passaria si viatgéssim 100 anys enrere, deixéssim caure un munt d'equipaments de gravació en un remot llogaret basc i deixessin fer als vilatans la seva música folklòrica amb els seus propis mitjans.
El seu estil ha portat a NME a dir que Crystal Fighters ha destacat com un dels projectes, de llarg, més interessants del panorama actual, amb un so genuïnament nou.

### Etapa Kitsuné
L'any 2008, el web musical Palms Out Sounds va destacar el single "I Love London" i la fama del nou grup va començar a créixer. Això va portar al llançament de dos senzills més, sota el segell de Kitsuné l'any 2009.
L'any 2009, el grup també va gravar i fer un vídeo de "Robot Restroom" juntament amb Tom Neville i Henry Benett tot i que mai no va ser publicat. El grup va ser elegit també com a representant espanyol a Diesel U Music, i llançat per MySpace Music al Regne Unit, un dels esdeveniments mediàtics més esperats de 2009, i va ser llistat com el número 8 en els premis Best New Bands 2010 del New Band Day.

### 2010-2012:Star of Love
Star of Love és el primer àlbum de Crystal Fighters. Va ser publicat amb gran èxit de la crítica al Regne Unit el 4 d'octubre de 2010 a través del segell discogràfic de la pròpia banda, Zirkulo. A Europa, sota la llicència de PIAS, a Austràlia a través de Liberator Music. Als Estats Units, va ser publicat per Atlantic Records l'abril de 2012.
La BBC va qualificar l'àlbum de "encertat primer tir, esporàdicament emocinant", mentre que Artroker va dir que són "una font d'estrany talent que no t'hauries de perdre". Mojo Magazine els va puntuar amb 4 punts sobre 5, puntualitzant que tenen "una emocionant atmosfera de carnaval... única i altament addictiva". The Fly va dir que "un disc amb tanta energia i tan deliciosament brut com els seus ja coneguts directes".
La col·lecció de cançons aprofundeix en els temes de l'obra de l'avi de LAure. Temes que inclouen els insondables misteris de l'univers, el turbulent viatge d'estar en pau amb la mort, el triomf de l'amor i l'omnipotència del sol. Star of Love (Estrella d'Amor) és realment l'acrònim de SOL. Cada cançó narra una història, en el fons i en la forma, i cada història té les seves connexions críptiques amb el fosc i turmentat món de l'òpera.
La primera cançó treta del disc va ser In the Summer, publicada el juliol de 2010, a través de Zirkulo. Va ser escollida per BBC Radio 1 i XFM com el disc de la setmana. El disc va guanyar el suport de Zane Lowe, Nick Grimshaw i Rob de Bank. El videoclip va ser dirigit per Tobias Strech.
Aquesta cançó va ser mesclada per Brookes Brothers, Canblaster, dBridge, Sepalcure, Tek-One, Shortstuff, French Fries, Malente, Telapathe, Genuines Guy, Screendeath,, Gohan, Hungry Man, Picture House, SRC i Streetlife DJs.
Les cançons Follow i Swallow van ser publicades el 27 de setembre de 2010. Originalment havien de ser una cançó, que acaba passant d'una corrent incessant de consciència treta d'un gran cant melòdic medieval (Swallow), a una incendiària i rapera explosió flamenca (Follow). Aquesta última cançó va ser mesclada per: Consequence, D/R/U/G/S, Etienne Jaumet, LOL Boys, Jay Weed, Diskjokke, Roksonix, Spieltrieb, Out One i Simon Bookish. La cançó Swallow ha estat mesclada per Angger Dimmas, FuntCase i Ruckspin.
At Home va ser publicada el març de 2011. Va ser inclosa en la selecció de la BBC Radio 1 i va ser el disc de la setmana per Devin Griffin el 21 de febrer de 2010.
El videoclip d'aquest single, dirigit per Ian Pons Jewell, es va publicar el setembre de 2010, amb una gran acollida per part dels seus fans, tant a Espanya com a Anglaterra.

### 2012-2014:Cave Rave
El segon àlbum de Crystal Fighters es diu Cave Rave. El nom de l'àlbum ve de l'Europa antiga, quan la gent documentava les seves experiències creatives a les coves. L'àlbum va ser gravat a Los Angeles i el seu llançament es va fixar al 27 de maig de 2013. El grup va dir que les muntanyes basques eren "la seva llar espiritual i que els havien servit com a font d'inspiració en el nou àlbum". La mitologia basca va despertar l'interès de la banda a agafar els instruments més exòtics d'Àfrica i Amèrica del Sud i utilitzar-los al llarg de tot el registre. La banda va publicar la vista prèvia del videoclip de Wave el 6 de febrer de 2013. El 18 de febrer van anunciar la publicació de Cave Rave, una gira per Europa i Amèrica del Nord, i van publicar una cançó sencera (Separator) a YouTube.
"You & I" és primer single principal de l'àlbum. La cançó va debutar al programa de la BBC Radio 1 de Zane Lowe com la cançó més calenta del món. Després va ser afegida a la llista de cançons de BBC Radio 1 com un Megahit. El videoclip va ser dirigit per Elliot Sellers i va ser estrenat a Vice Noisey. Crystal Fighters va tocar en directe el single "You & I" al BBC Radio 1 Live Loung el juny de 2013. El remix de Sunless 97 va ser estrenat a The Fader, i el de Gigamesh a través de Vibe. L'àlbum "Cave Rave" es va incloure a la llista dels 50 millors àlbums de 2013 de XFM.
"LA Calling" i "Love Natural" van seguir, juntament amb singles com "Love Natural", formant part de la banda sonora del Fifa 14. LA Calling" va ser afegida a la llista de BBC Radio 1.
L'àlbum va ser produït per Justin Medal-Johnson, i mesclat per Manny Marroquin a Los Angeles. Quan se'ls pregunta per so, la banda contesta "és un retrobament entre allò vell i allò nou, allò humà i allò robòtic".

### 2014-present:Love Alight(single) i mort de Marongiu
Escrita i gravada originalment com a part de l'àlbum Cave Rave, Love Alight va ser publicada com a single independent el 4 d'agost de 2014. La cançó va ser estrenada per Zane Lowe el dimarts 17 de juny i va ser reproduïda fins a 4 cops a la BBC Radio 1 en les 24 hores posteriors a la seva estrena. El videoclip oficial va ser dirigit per Rob Heppell. L'11 de setembre de 2014, Andrea Marongiu, bateria del grup, va morir d'insuficiència cardíaca.

## Directes

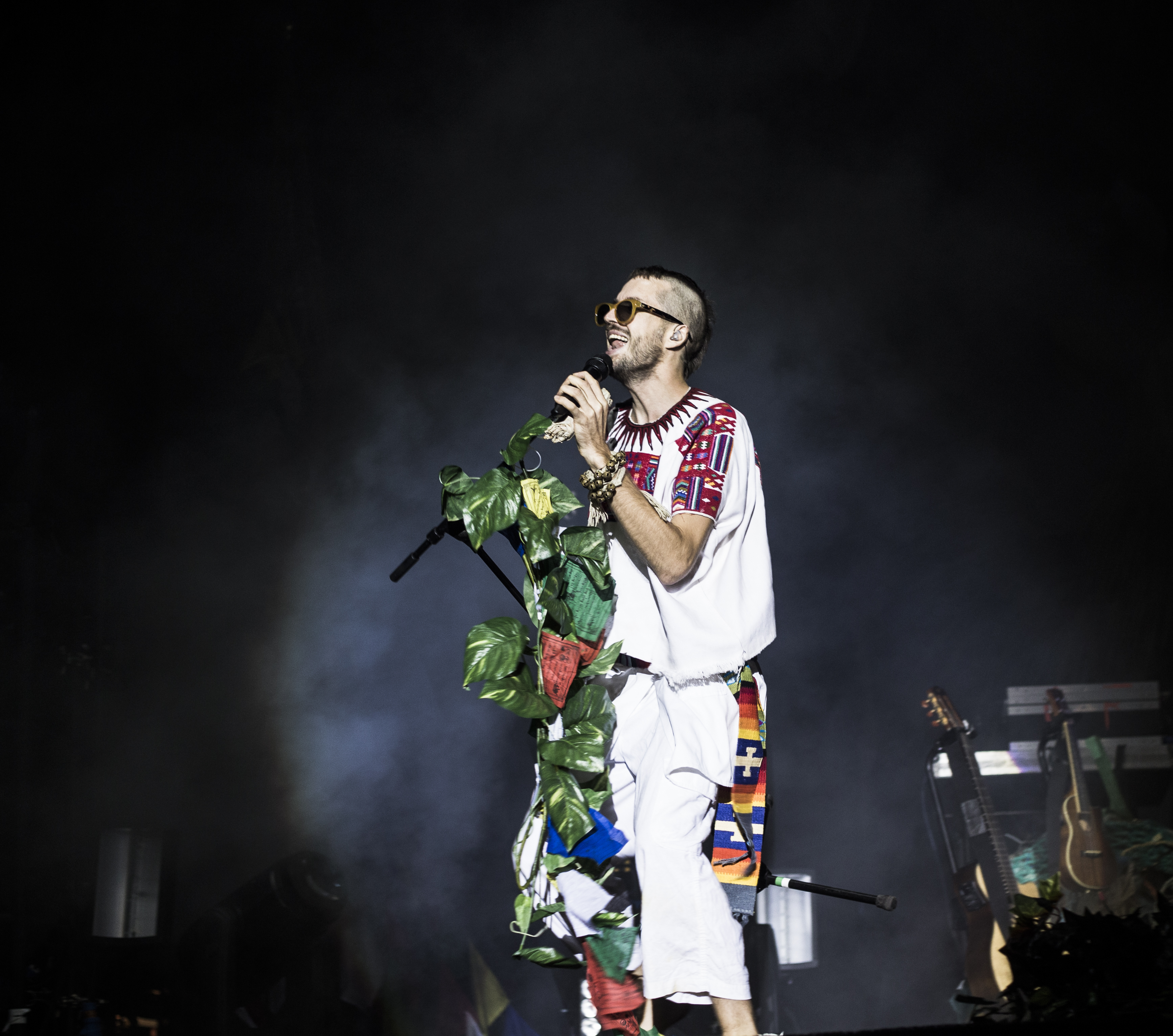
Crystal Fighters en la seua actuació al Festival Internacional de Benicàssim de 2015

En un principi, els directes del grup prenien el format d'una òpera, transmetent la història de cada cançó i provocant reaccions evocatives al públic a través de l'art de la interpretació. Ara inclús sense la seva faceta més interpretativa, la seva reputació segueix creixent com un dels directes més de vanguàrdia, més intensos de l'actualitat. Les actuacions tan dramàtiques i artístiques del grup han passat a ser llegendàries, sent destacades per la revista britànica Mixmag com l'espectacle més excitant de la música dance actual. Mentre que la revista d'estil Dazed & Confused ha dit que 'no hi ha res més viu i ple d'energia que Crystal Fighters.
Entre 2010 i 2011, el grup va actuar en més de 100 concerts a través de més de 15 països. Ha participat en alguns dels més grans festivals d'Europa, com el Leeds Festival, el Creamfields o l'Isle of Wight Festival.
També han tocat en concerts a tot el món: al StereoSonic d'Austràlia, al festival SXSW a Texas, a Lowlands (Països Baixos) o a Emmaboda (Suècia).
El novembre de 2010 van fer de teloners de Foals, en la seva gira pel Regne Unit i van protagonitzar la seva pròpia gira pel Regne Unit l'octubre del mateix any.
VAn actuar en el multitudinari Festival Internacional de Benicàssim l'any 2011, sent un dels directe més ben valorats del festival.
L'any 2012 van anar a l'Arenal Sound Festival, un festival que se celebra anualment a Burriana on tornarien el 2014.
El 29 d'agost de 2013 van presentar en primícia mundial el disc Cave Rave a les famoses coves de Zugarramurdi, a Navarra. Un concert amb només 300 convidats. En l'antiguitat, se celebraven festes paganes en aquestes coves i, durant el Procés Inquisitorial de 1609 a 1614 van ser presentades com a prova d'evidència que a Zugarramurdi es desenvolupaven actes on s'exercia la bruixeria. A part de Crystal Fighters, altres artistes van tocar aquella nit, com els biscains Belako i el sextet navarrès Wilhelm and the Dancing Animals.
L'any 2013 van portar el seu directe a Múrcia en el marc del festival SOS 4.8 i el setembre al Kutxa Kultur Festival de Sant Sebastià, a Guipúscoa´.
El 2014 van fer una gira per Espanya, en què van fer 8 concerts, un d'ells a Barcelona (al Sant Jordi Club, el 15 de maig). Van tenir com a teloners el grups Is Tropical. Durant l'any 2014 van fer altres gires per Amèrica del Nord, Europa i Sud-àfrica.

## Cinema i televisió
Crystal Fighters va interpretar 'Champion Sound' i 'Xtatic Truth' en el xou televisiu Later...with Jools Holland l'octubre de 2010.
També van aparèixer al programa de Channel 4 Abbey Road Debuts, un nou programa de música dels productors de Live from Abbey Road.
En la sèrie anglesa Skins, hi van aparèixer dos temes del grup: Xtatic Truth (setè episodi de la quarta temporadad) i With You (episodi 3 de la cinquena temporada, quan la Mini veu el Nick dormint amb Liv). La cançó I Do This Everyday va aparèixer a l'anunci de la sèrie durant el febrer de 2011.
El remix de Delta Heavy de la cançó I Love London forma part de la banda sonora de la pel·lícula anglesa Harry Brown, amb Michael Caine com a protagonista.
Van fer un documental sobre el grup, 4Play: Crystal Fighter, emès el 25 de febrer de 2011 en el canal britànic Channel 4.
La cançó Plage va ser utilitzada en un anunci per a Target l'any 2011.
El 2012, a la sèrie americana Teen Wolf, es va triar la cançó At Home per a l'últim episodi de la segona temporada. Aquesta mateixa cançó va ser elegida com a banda sonora en la campanya El cap de setmana és teu de l'empresa alimentària Casa Tarradellas.
El 2012, la cançó Follow va ser elegida en l'anunci del telèfon mòbil Sony Xperia. Aquesta cançó també apareix en la banda sonora del videojoc FIFA 13.
En les sèries de televisió Cougar Town i Gossip Girls es pot sentir el tema Champion Sound.
Per al videojoc FIFA 14, reapareixen amb la cançó Love Natural.

## Discografia

### Àlbums d'estudi
- Star of Love (2010)
- Cave Rave (2013)
- Everything is My Family (2016)

### Àlbums de remix
- Star of Love Remixes (2012)